# NSI (연구소)
NSI는 청소년, 대학․청년들을 아우르는 미래세대 리더를 양성하는 재단법인 교육기관이다. 서울특별시 강서구 화곡로 68길 82 (등촌동, 강서IT밸리 705호)에 위치한다. 1992년 11월에 국가경영전략연구원(國家經營戰略硏究院, National Strategy Institute)이라는 이름으로 설립되었으며 2023년 1월에 NSI(New Society Institute)로 이름을 바꿨다.
매주 수요일 연사들을 초빙하여 강연, 토론을 하는 'NSI수요포럼', 국가재정의 중요성을 공론화 하는 ‘건전재정포럼’, 대학생들이 국가예산이 투입되는 정부정책을 분석하는 ‘청년재정마스터 사업’, ‘대학생 토론학교’, 시니어의 성공을 지원하는 다양한 사업들이 있으며 청소년 대상의 RoL(Rule of Law) 프로그램에 투자하고 있다.

## 연혁
- 1991년 6월 '수요정책간담회' 시작
- 1992년 9월 창립총회 및 강경식 이사장 취임(전 부총리 겸 재정경제부 장관)
- 1992년 11월 사단법인 인가
- 1995년 2월 제1대 진념원장 취임(전 부총리 겸 재정경제부 장관)
- 1995년 3월 NSI-MBC 공동기획 정책 대안 공론화 프로젝트 '대전환' 사업 시작( ~ 1996년 12월)
- 1995년 6월 제2대 황창기 원장 취임(전 은행감독원장)
- 1998년 3월 차세대 지도자 교류사업 발족
- 1999년 9월 제3대 김인호 원장 취임(전 대통령 경제수석비서관)[1]
- 2000년 3월 NS-월간조선 공동기획 월간 대토론화 사업( ~ 9월)
- 2000년 10월 제4대 한이헌 원장 취임(전 대통령 경제수석비서관, 15대 국회의원)
- 2001년 11월 조선일보 공동기획 정책공론화 프로젝트 'WhyNot' 사업( ~ 2002년 10월)
- 2002년 5월 제5대 김태준 원장 취임(전 특허청장, 한국수출보험 공사 사장)
- 2002년 11월 Junior Achievement Korea (청소년 경제교육 사업) 시작
- 2002년 12월 NSI-중앙일보 공동기획 '대통령, 성공하려면' 공론화 사업
- 2003년 12월 NSI-동아일보 공동기획 '정치개혁' 공론화 사업
- 2004년 5월 국가경영전략포럼 발족 및 양수길 포럼 대표 취임.[2]
- 2005년 1월 NSI-중앙일보 공동기획 '일자리창출' 공론화 프로젝트
- 2005년 5월 한국경제, 무엇이 문제인가? 공론화 프로젝트( ~ 2006년 2월)
- 2006년 3월 수요정책간담회, '수요정책포럼'으로 개칭. 제6대 양수길 원장 취임(전 대외경제정책연구원원장 및 OECD 대사)
- 2009년 12월 녹색투자한국포럼(GIFK) 발족[3]
- 2011년 3월 국가경영전략 연구원 사단법인에서 재단법인으로 전환
- 2011년 4월 20일 제7대 정동수 원장 취임[4]
- 2011년 8월 NSI 대학(원)생 칼럼단 발족
- 2011년 12월 14일 NSI 창립 20주년 기념 심포지엄
- 2012년 7월 18일 남북경제협력 심포지엄 '남북경협, 새로운 돌파구는 없나?'
- 2012년 8월 '대학생이 바라본 대통령의 자격' 토론 워크샵 개최
- 2012년 9월 26일 건전재정포럼 출범
- 2012년 12월 29일 대학생 2차 토론 워크샵 : 새 대통령이 해야 할 일, 하지 말아야 할 일
- 2013년 7월 13~10월 3일 NSI 대학생 건전재정가디언즈 리그 개최[5]
- 2013년 9월 25일 건전재정포럼 1주년 기념 정책토론회
- 2014년 5월 1일 수요정책포럼 'NSI 수요포럼'으로 개칭
- 2014년 5월 19일 'NSI 통일 비즈니스 과정'개설
- 2014년 7월 1일 제8대 최종찬 원장 취임(전 건설교통부 장관)[6]
- 2014년 9월 대학생 토론학교 차세대 오피니언리더 college 개설
- 2015년 9월 한국유치원총연합회 MOU체결 (유아 창의인성 활동)
- 2016년 9월 유아 창의인성 1박 2일 캠프 실시
- 2017년 1월 두근두근 부모학교, 우리동네 유아교육카페 개설
- 2018년 1월 시니어 행복학교 런칭
- 2019년 5월 2일 제9대 김병일 원장 취임(전 공정거래위원회 부위원장)[7]
- 2021년 6월 ESG CEO 아카데미 개설
- 2022년 6월 NSI 시니어 교육사업단 출범
- 2023년 1월 NSI로 재단법인명 변경
- 2023년 10월 NSI 수요포럼3.0 리뉴얼
- 2023년 11월 NSI 수요포럼3.0 김용근 대표 취임 (전 한국경영자총협회 부회장)
- 2024년 1월 1일 제10대 반장식 NSI 원장 취임 (전 기획예산처 차관, 전 청와대 일자리수석)

## 조직

### 이사회 (이사장)

#### 국가경영전략연구원장
- 경영지원본부
- 미래교육사업부
- 수요포럼 사무국 & CEO 및 교육사업부
- 컨텐츠사업부 & 유아 창의인성 사업
- 시니어 교육사업단